# Gótico flamígero

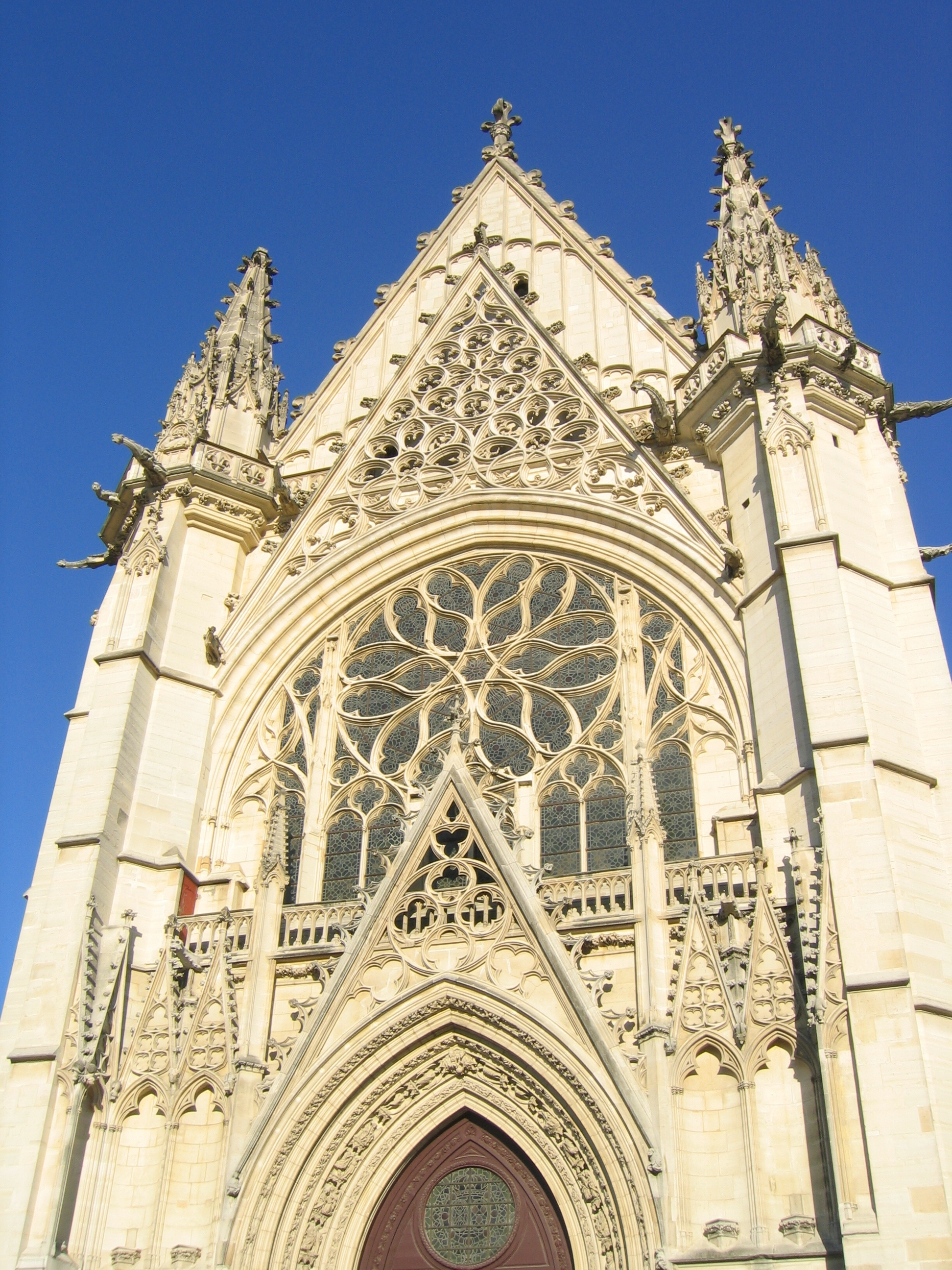
Fachada de la Sainte-Chapelle de Vincennes (1379-1480)

El gótico flamígero fue la última etapa del arte gótico (gótico final o tardío), que se desarrolló en Europa desde finales del siglo XIV y principios del XV hasta mediados del siglo XVI. Se caracteriza por no contar con un centro difusor, por lo que impera la diversidad. Coincide con el desarrollo de la escuela flamenca.
Es una época de relativa crisis, por lo que desaparecen las grandes empresas constructivas del periodo anterior. En la península ibérica, por el contrario, se vivirá un momento de reconstrucción. Por otra parte, la arquitectura religiosa cede terreno ante la civil y militar. Lonjas, ayuntamientos, castillos y palacios serán los protagonistas.

## Elementos formales característicos
El estilo aparece fundamentalmente en detalles arquitectónicos, como los rosetones de las fachadas, más que en la estructura de los edificios. Se caracteriza por:
- profusión de lo decorativo sobre lo estructural, como los arcos decorados con motivos vegetales.
- uso de curvas y contracurvas.
- tracería ondulada de los vanos.
- uso del arco conopial.
- bóvedas con multiplicidad de nervios, en abanico o estrelladas.
- se eliminan los capiteles, las líneas de la bóveda no tienen solución de continuidad.
- predominio de las formas pequeñas en las fachadas.
- torres con chapitel y flechas.

## Monumentos importantes del estilo

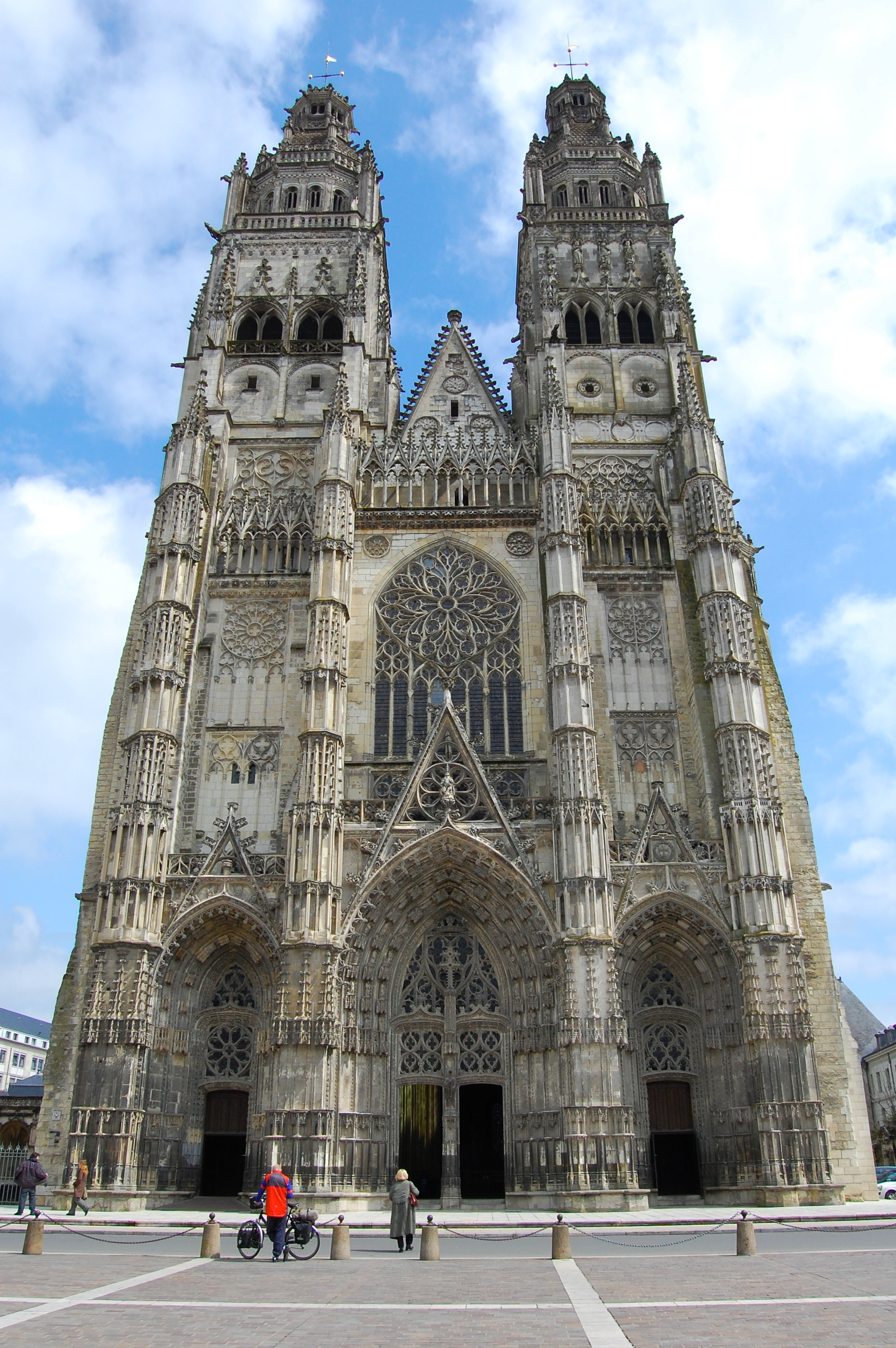
Catedral Saint-Gatian de Tours

### Arquitectura gótica flamígera en Francia

#### Arquitectura religiosa
- 1460-1497: fachada occidental de la catedral de Toul, Toul (Meurthe-et-Moselle)
- 1441-inicios del XVI: transepto norte de la catedral de Évreux, Évreux (Eure)
- 1506: fachada de la iglesia abacial de la Trinidad, Vendôme (Loir-et-Cher)
- 1434-1508: Catedral de Nantes
- 1351-1516: iglesia de San Teobaldo de Thann (Alto Rin)
- 1437-1517: iglesia de Saint-Maclou, Ruan
- 1490-1517: transepto sur de la catedral de Saint-Étienne de Sens, Sens (Yonne)
- 1509-1523:  campanario de la antigua iglesia de Saint-Jacques de la Boucherie, Paris
- 1405/1406-1527: Fachada occidental de la Basílica de Nuestra Señora de L'Épine, fachada occidental (L'Épine) (Marne)
- 1506-1532: Real monasterio de Brou, en Bourg-en-Bresse (Ain)
- 1257-1536:  abadía de San Ricario en Saint-Riquier (Somme)
- 1318-1537: nave de la Iglesia abacial de Saint-Ouen, Ruan
- 1506-1538: transeptos de la catedral de Senlis, Senlis (Oise)
- 1426-1539: Iglesia de Notre-Dame en Caudebec-en-Caux (Seine-Maritime)
- 1488-1539: iglesia colegial de St. Vulfran, Abbeville (Somme)
- 1481-1545: basílica de Sain Nicolás, Saint-Nicolas-de-Port (Meurthe-et-Moselle)
- 1379-1552: Sainte-Chapelle, Vincennes (Val-de-Marne)
- 1489-1548: Catedral de Sainte-Marie (excepto la fachada), Auch (Gers)
- 1500-1564: Notre-Dame-des-Arts de Pont-de-l'Arche (Eure),
- Beauvais (Oise), coro y capillas de la iglesia de  Saint-Étienne de Beauvais
- Louviers (Eure), Notre-Dame de Louviers (fachadas norte y sur)
- Paris, Iglesia de Saint-Séverin
- Ruan, Catedral de Ruan (en parte)
- Rue (Somme), capilla de Saint-Esprit
- Tours, catedral Saint-Gatian de Tours

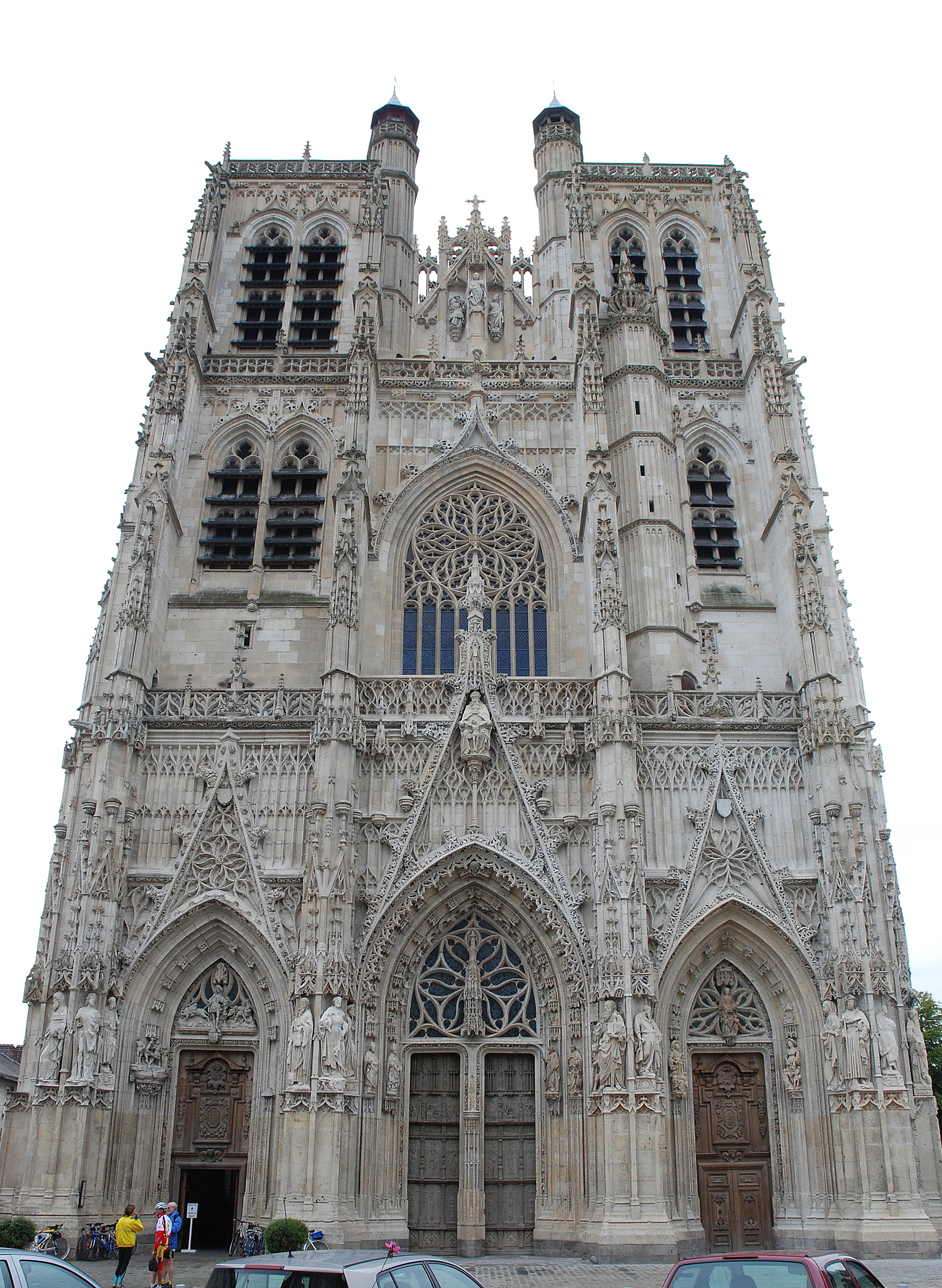
Colegial de San Vulfran, Abbeville
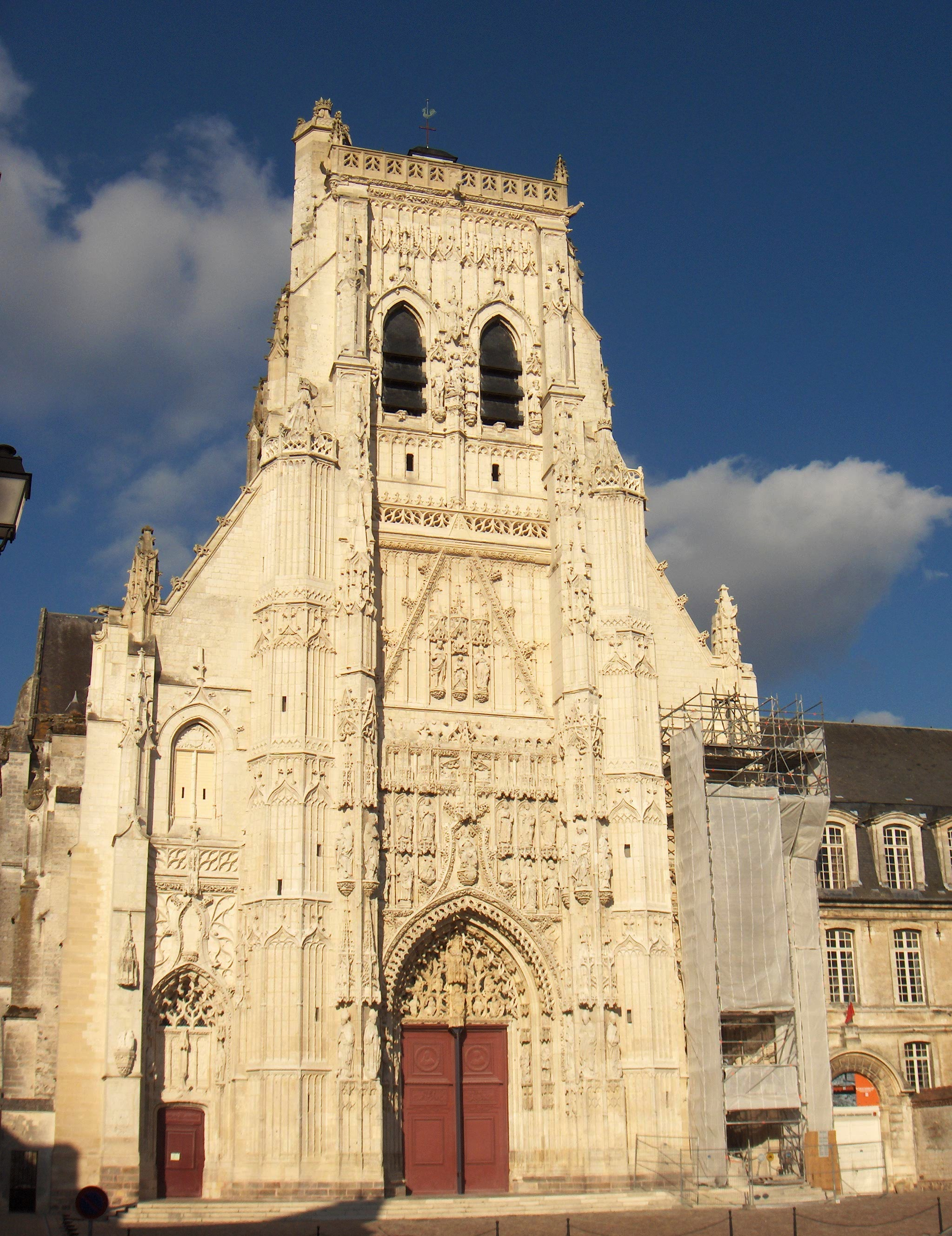
Abadía de San Ricario
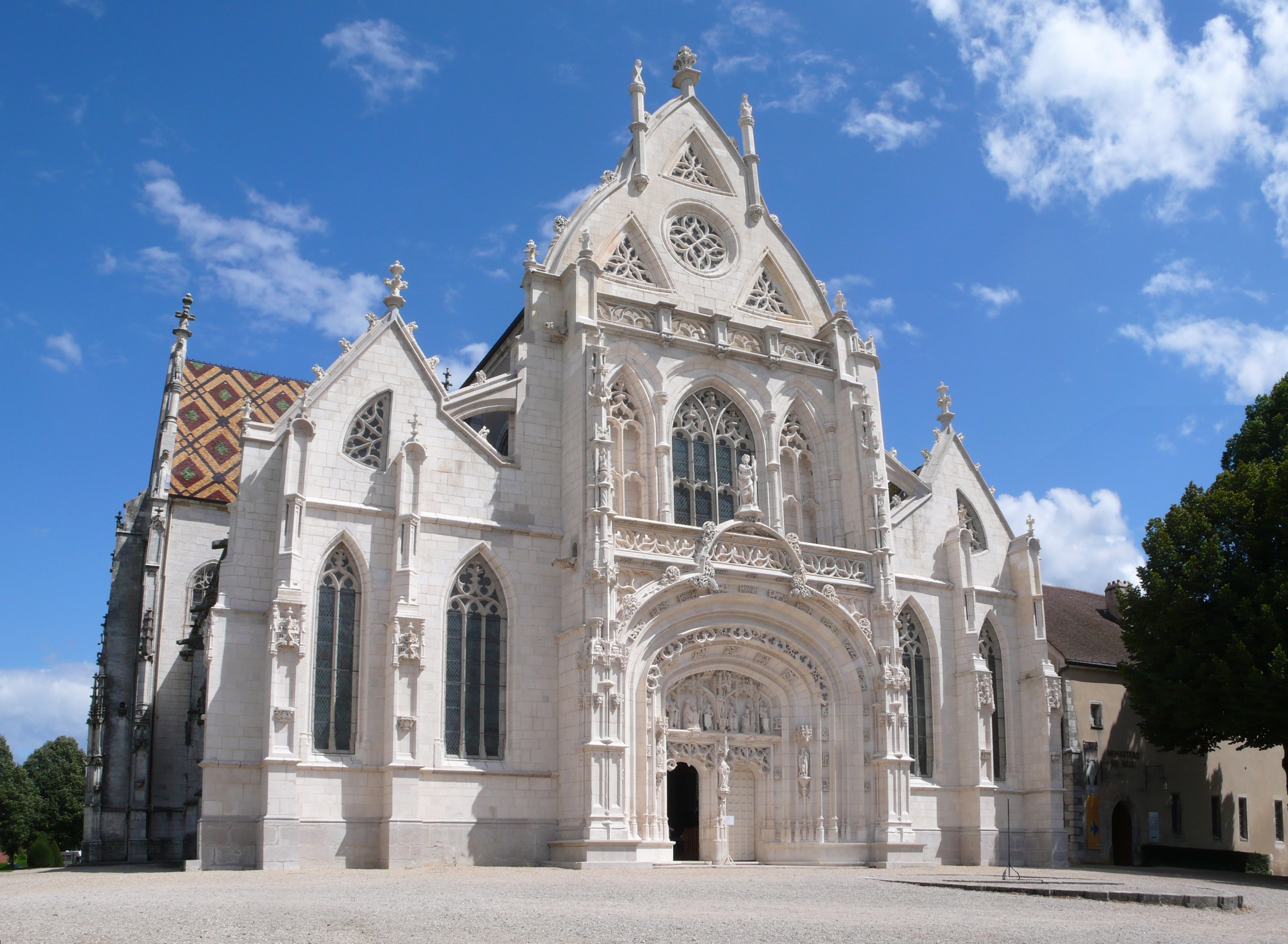
Real monasterio de Brou, Bourg-en-Bresse
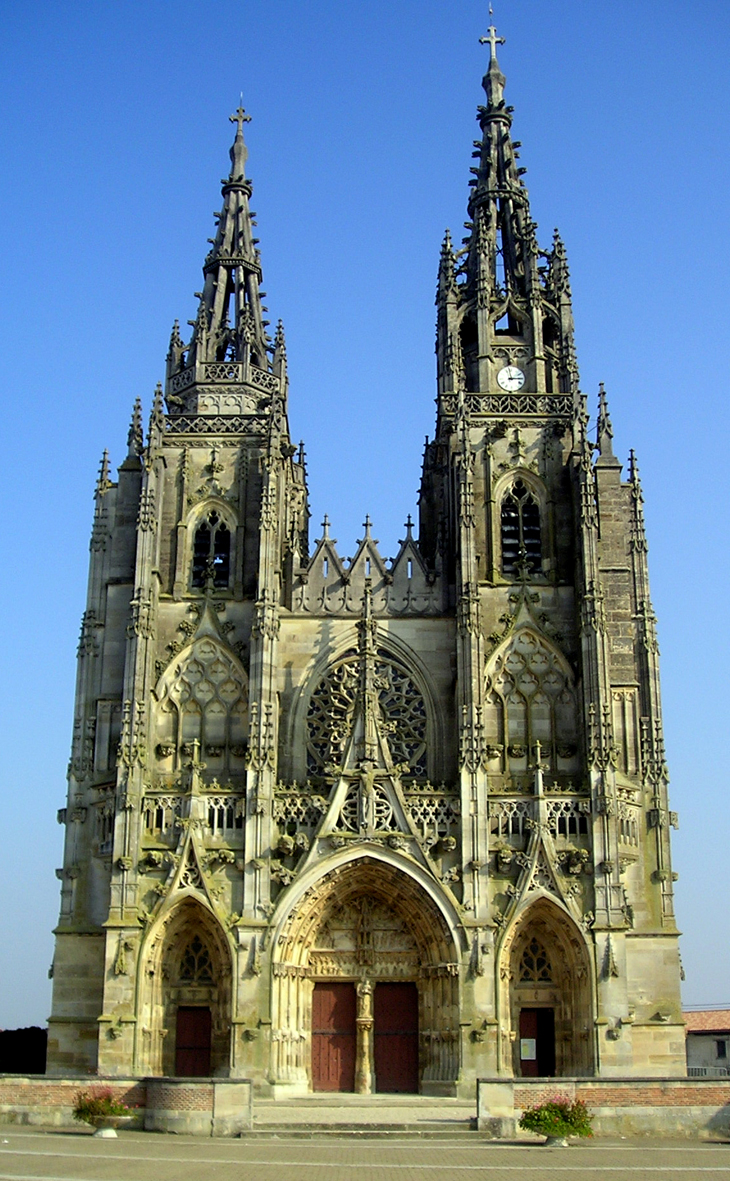
Basílica de Nuestra Señora de L'Épine, fachada occidental, L'Épine
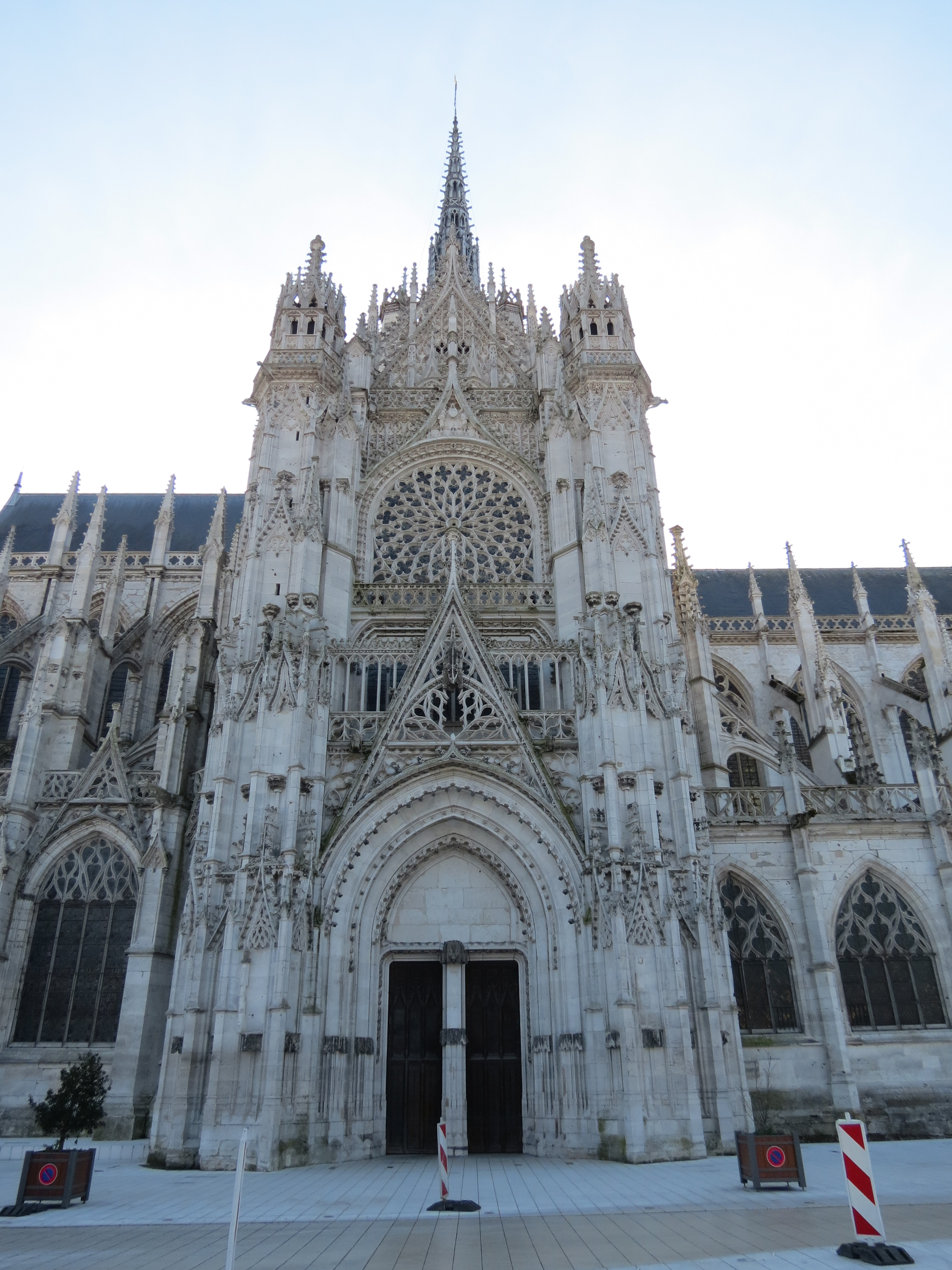
Transepto norte de la catedral de Évreux

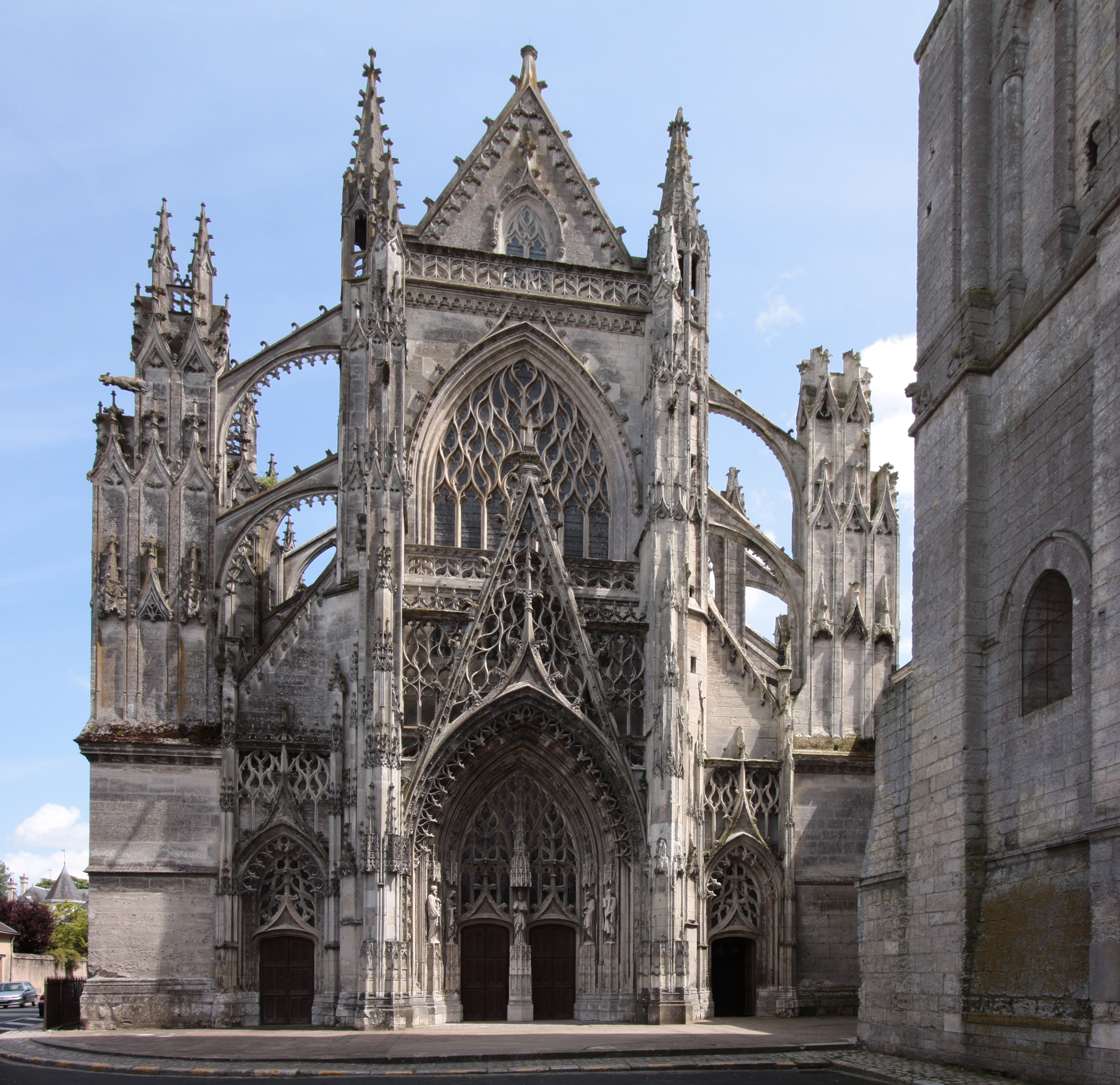
Fachada de la iglesia abacial de la Trinidad de Vendôme
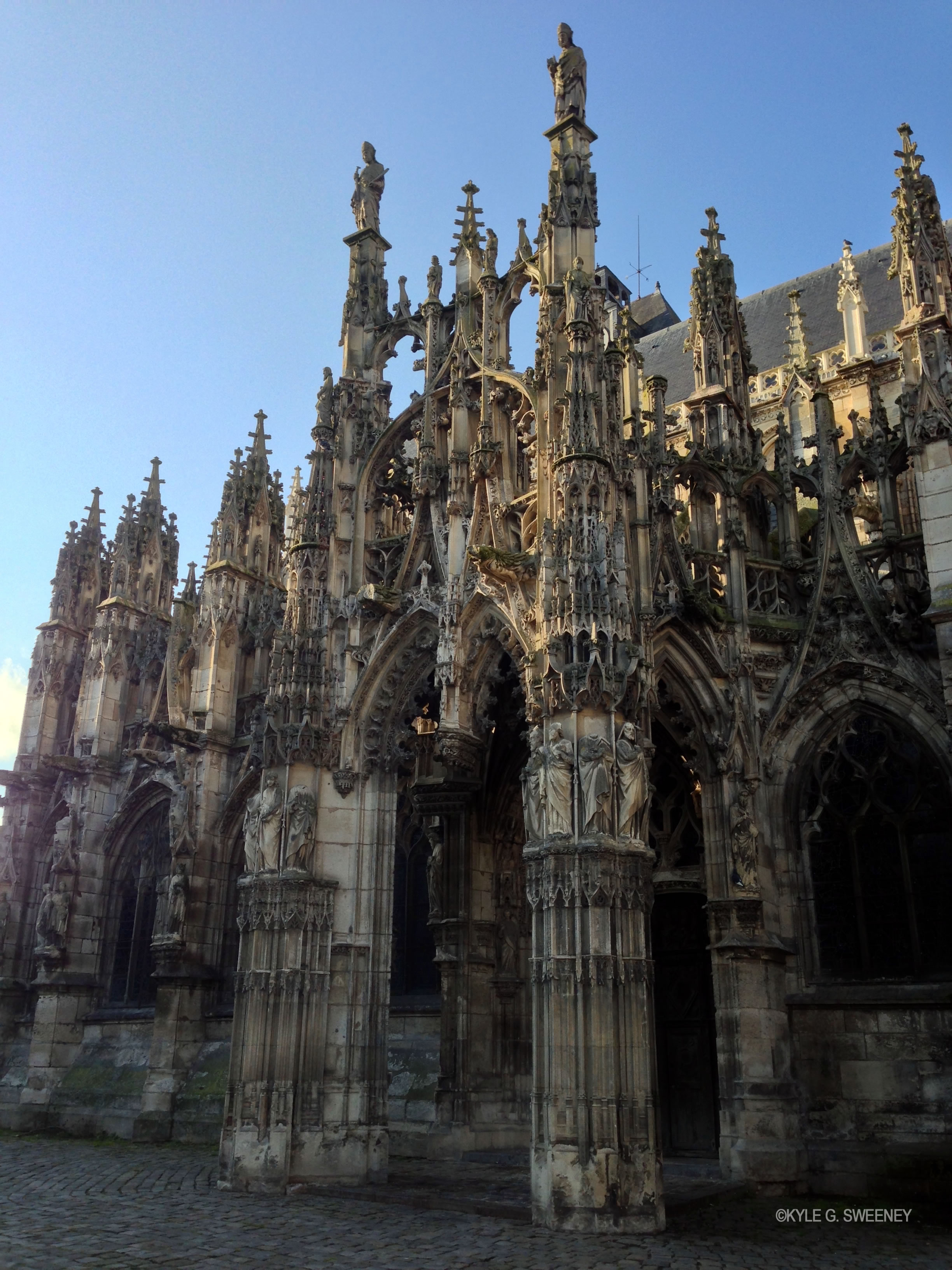
Iglesia Notre-Dame de Louviers, porche sur, Louviers
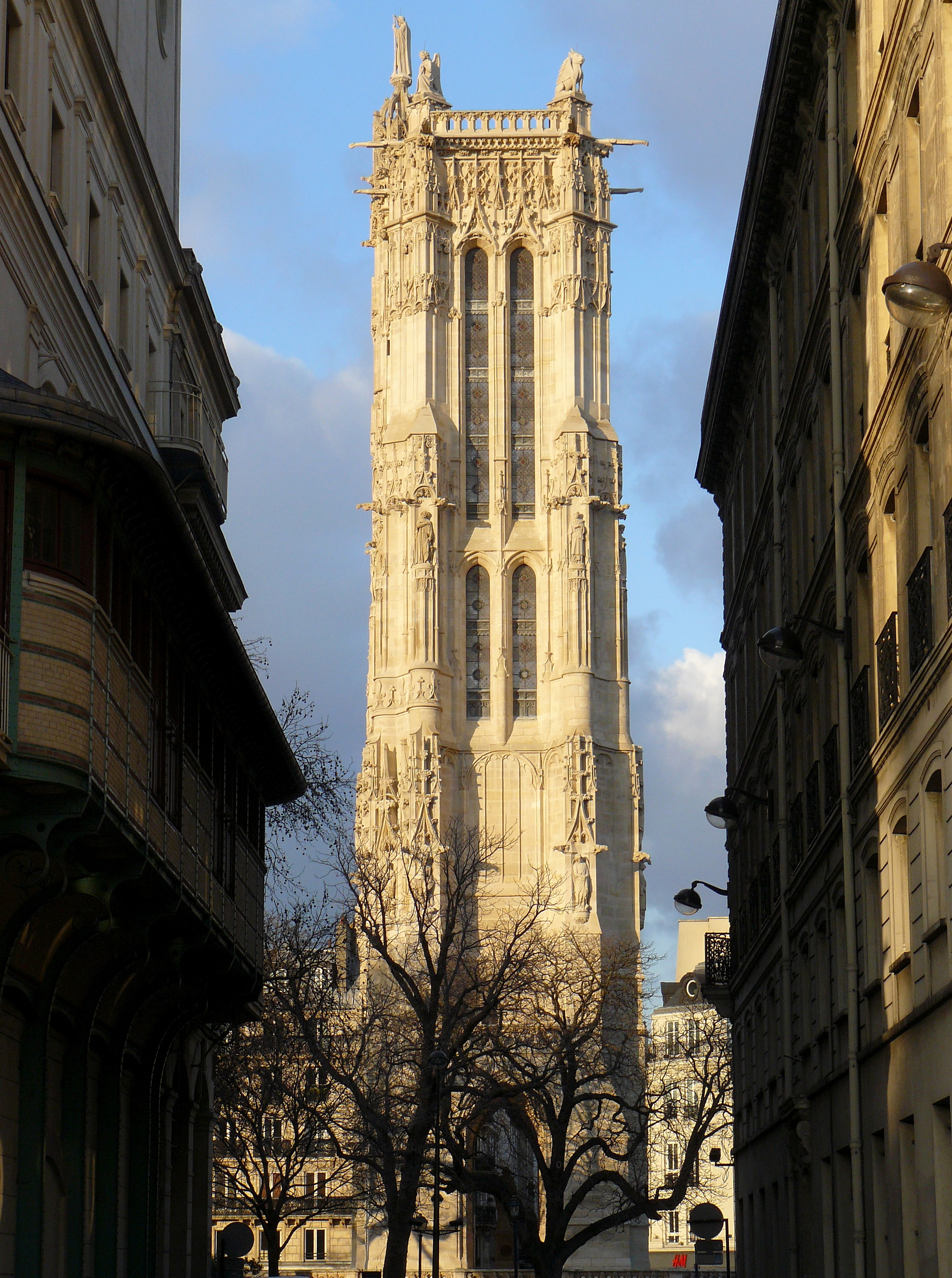
Torre de Santiago, Paris
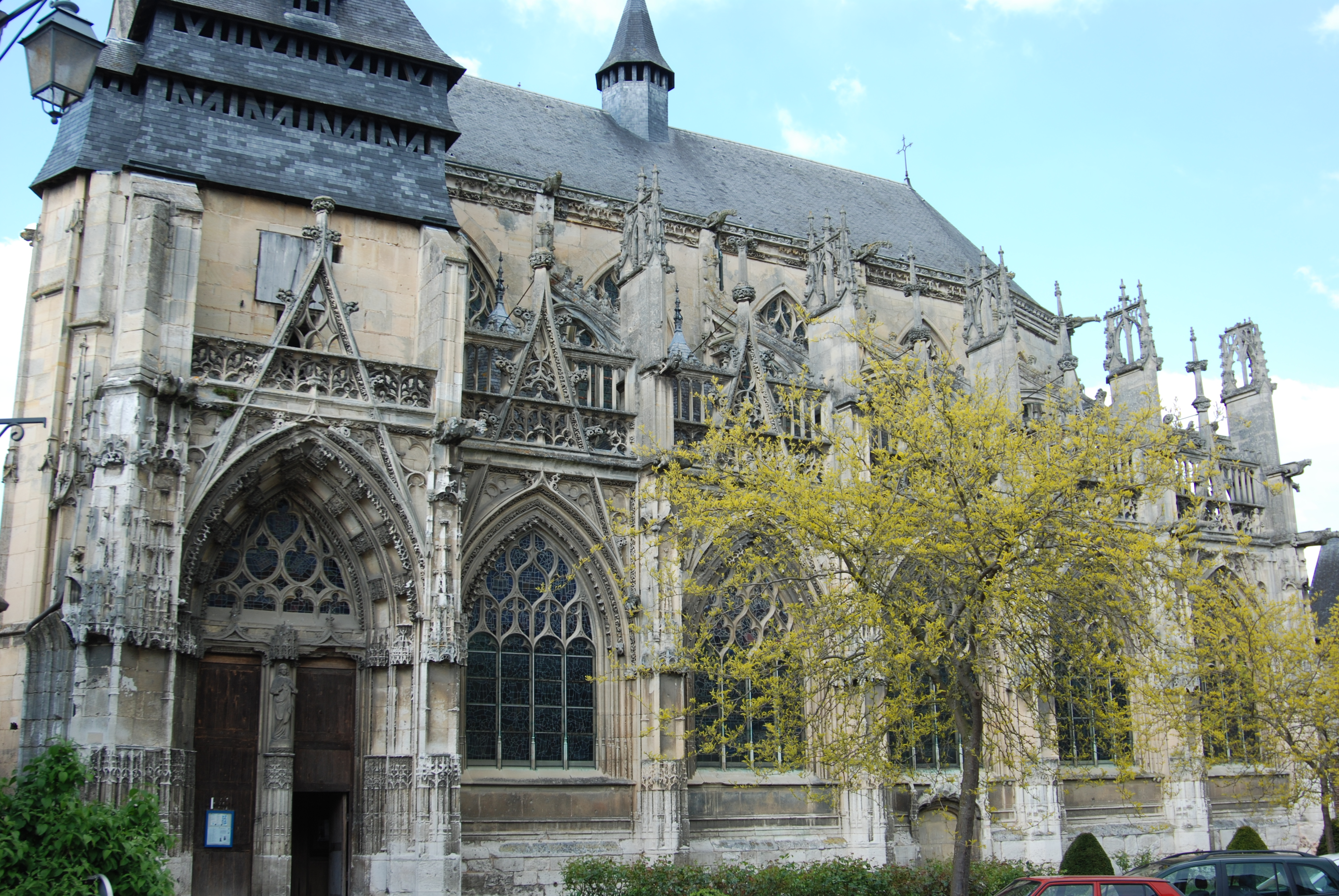
Notre-Dame-des-Arts, Pont-de-l'Arche
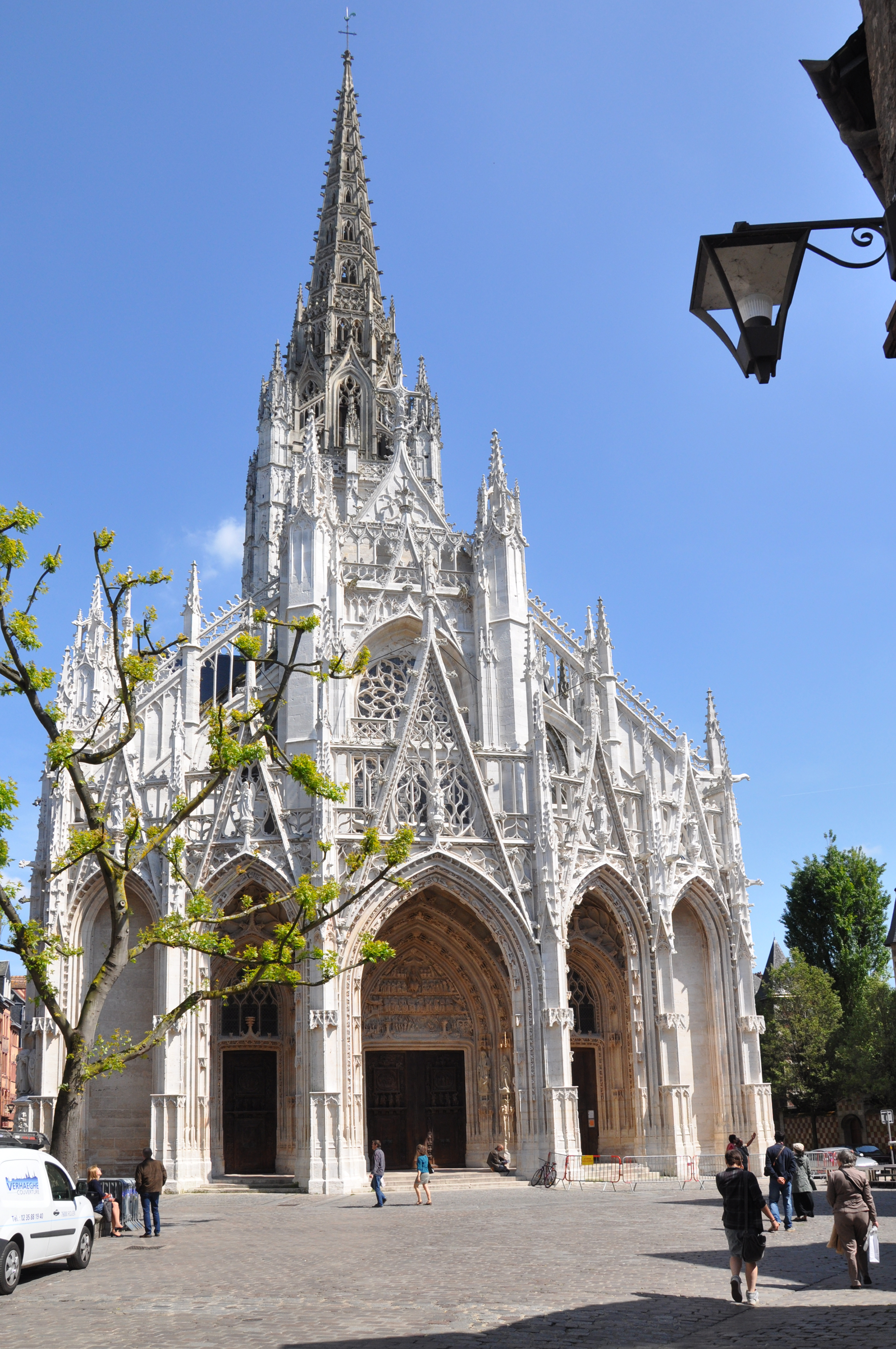
Fachada occidental de la iglesia de Saint-Maclou, Ruan

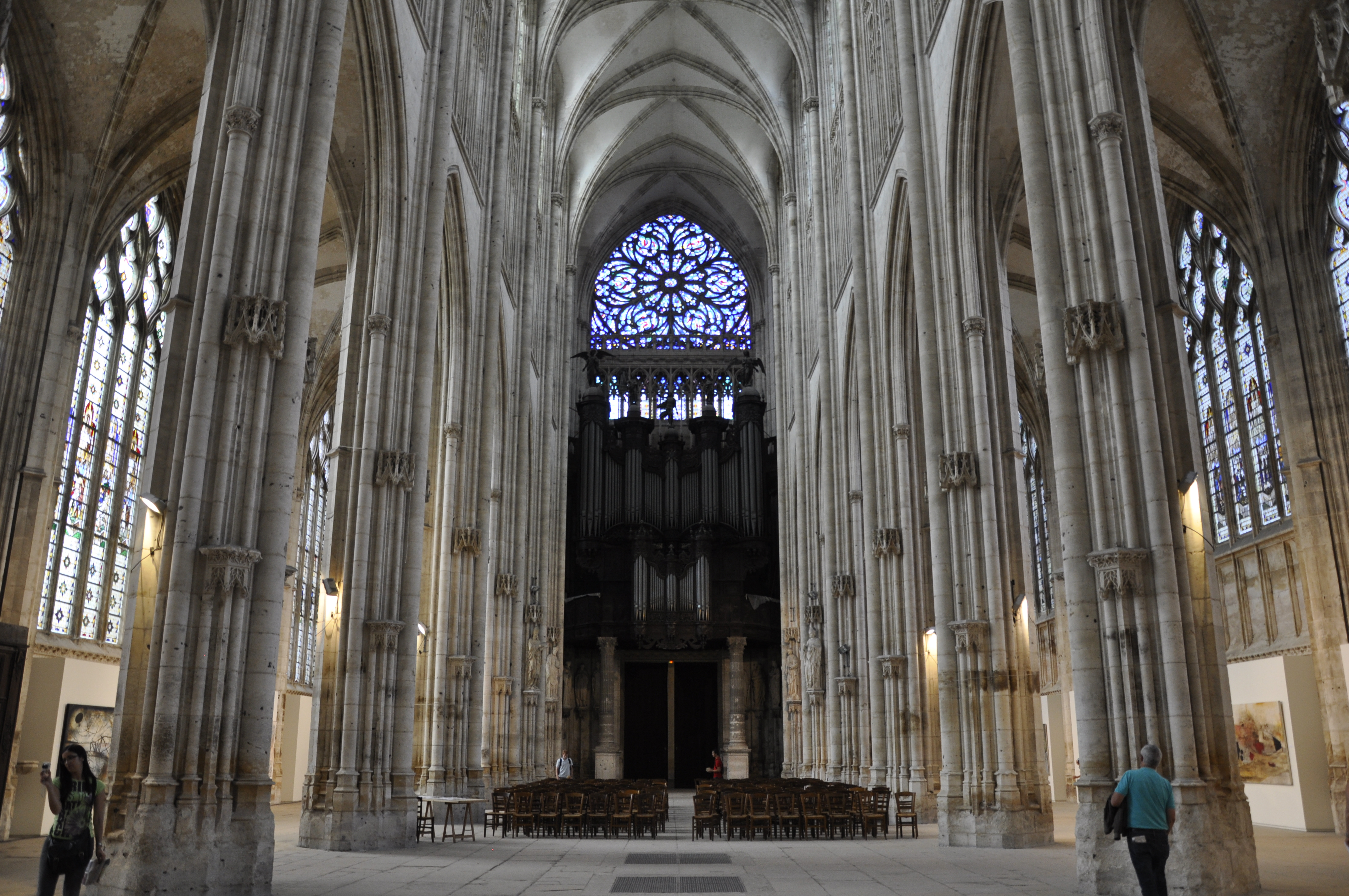
Iglesia abacial de Saint-Ouen, nave, Rouen
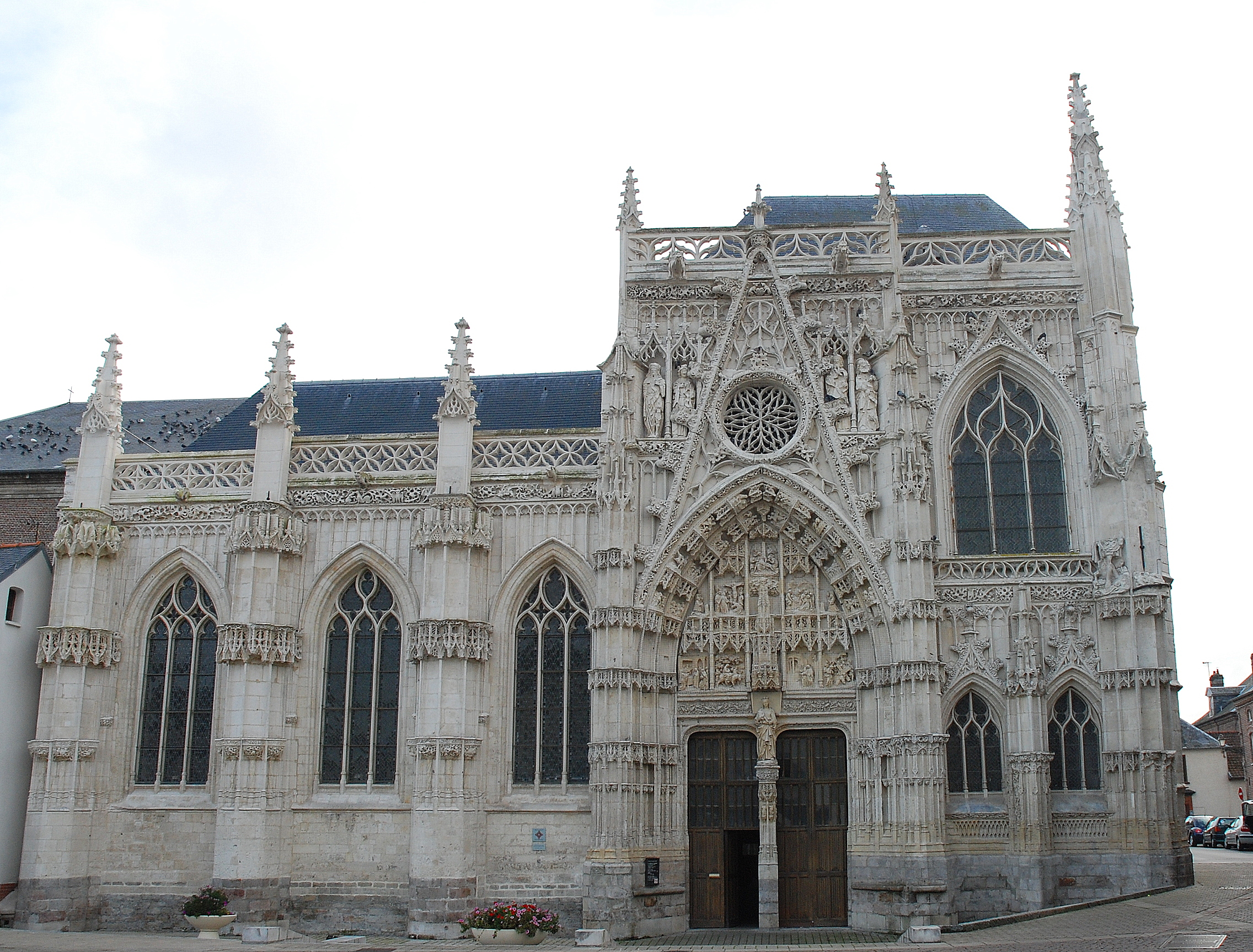
Capilla de Saint-Esprit, Rue
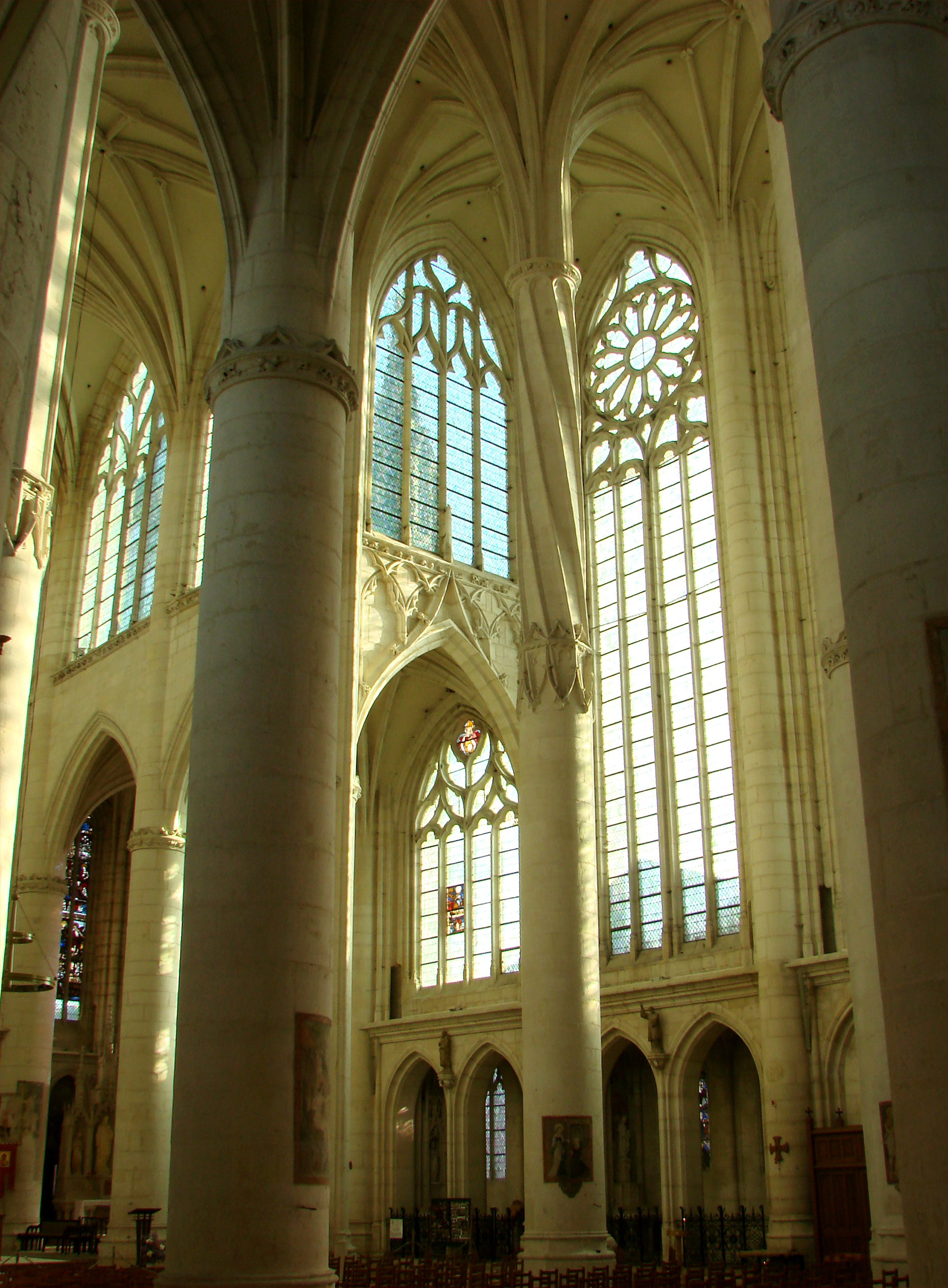
Basilica de San Nicolás, Saint-Nicolas-de-Port
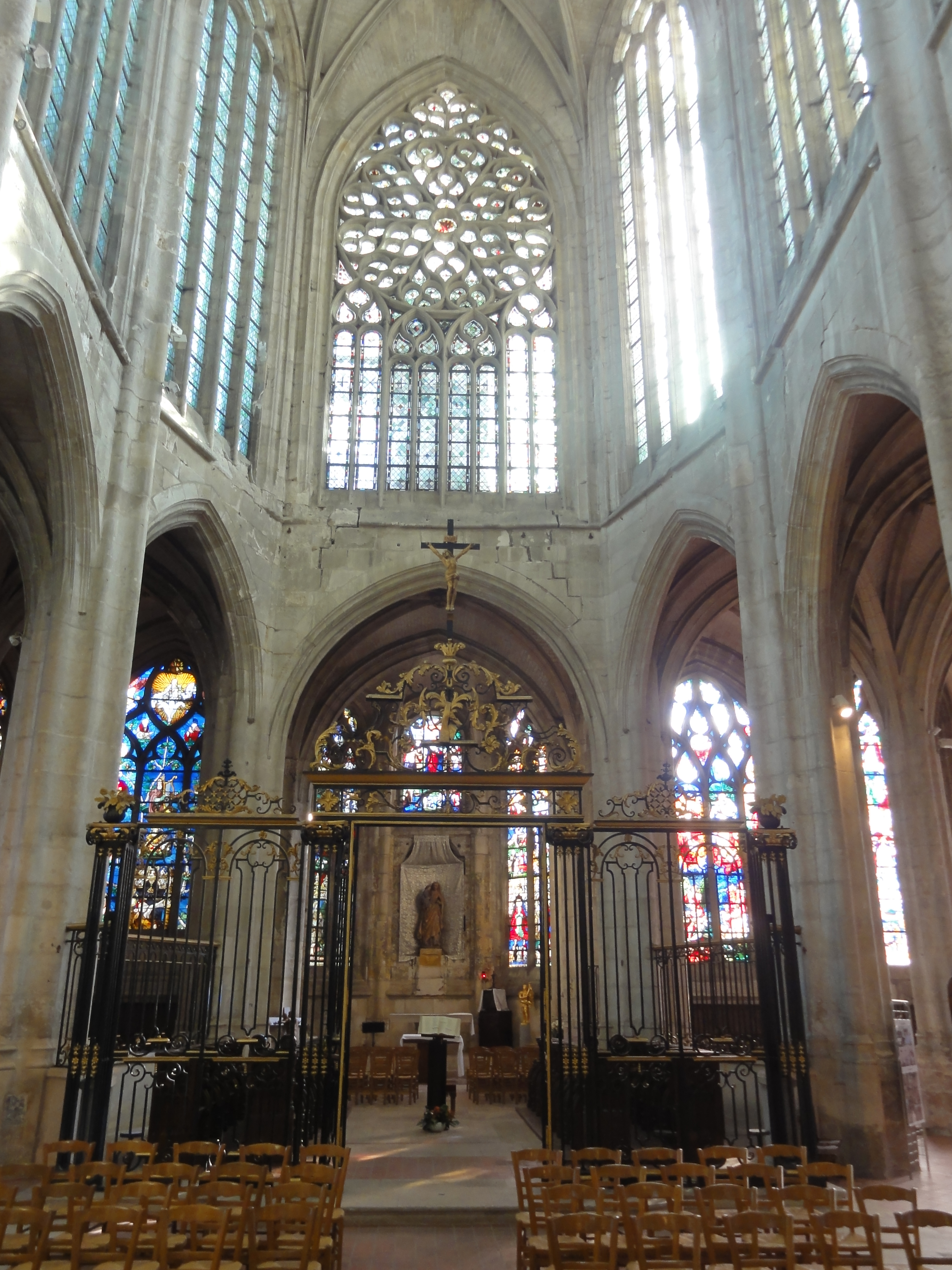
Iglesia de Saint-Étienne, interior, cabecera, Beauvais

#### Arquitectura civil
- Beaune (Côte-d'Or), hospicios

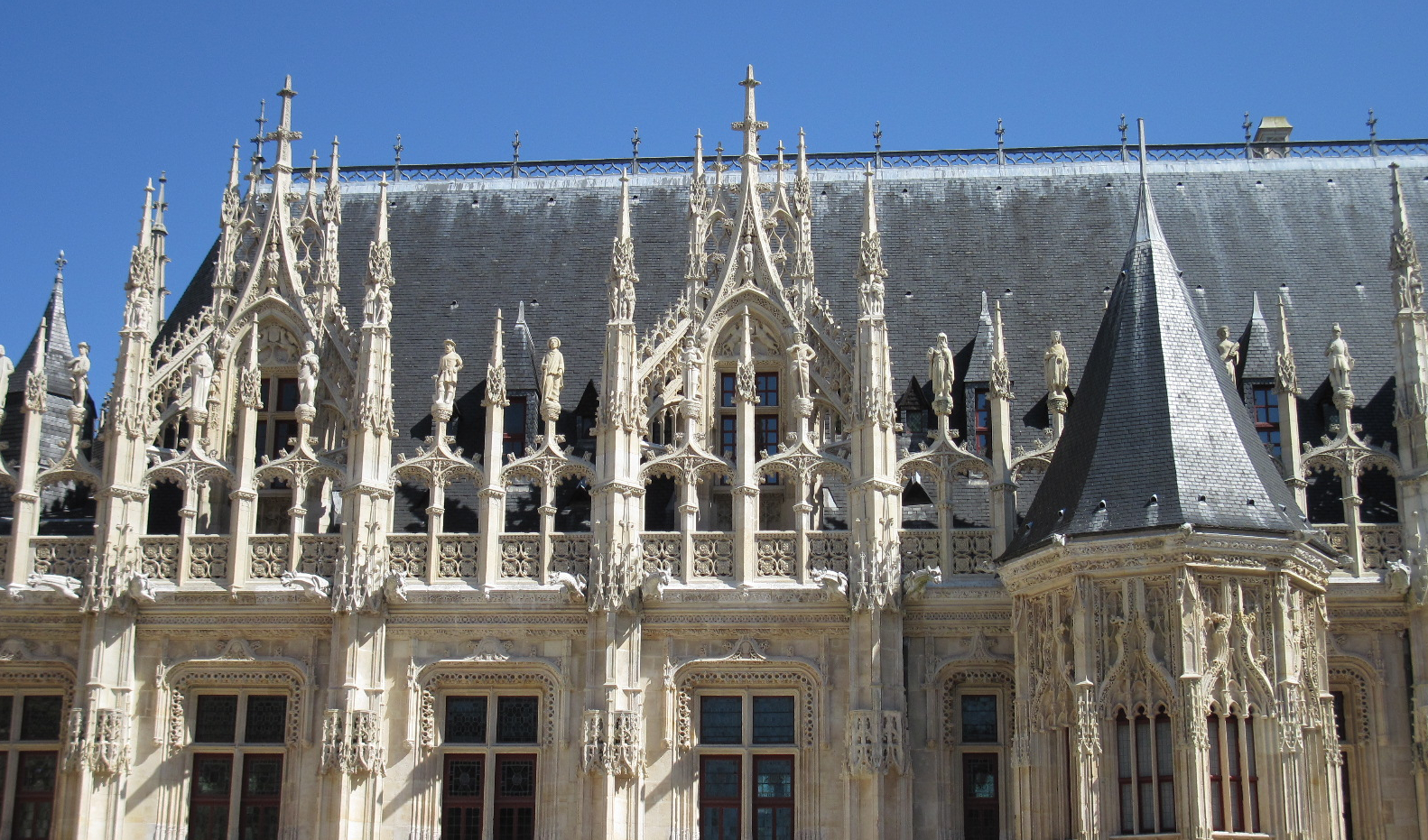
Palacio de justicia de Ruan

- Beauvais (Oise), antiguo palacio episcopal
- Bourges (Cher), palacio de Jacques-Cœur
- Paris, Hôtel de Cluny
- Paris, Hôtel de Sens
- Ruan, Palacio de justicia de Ruan
- Ayuntamiento de Ruan
- Castillo de Vincennes

### Arquitectura gótica flamígera en España

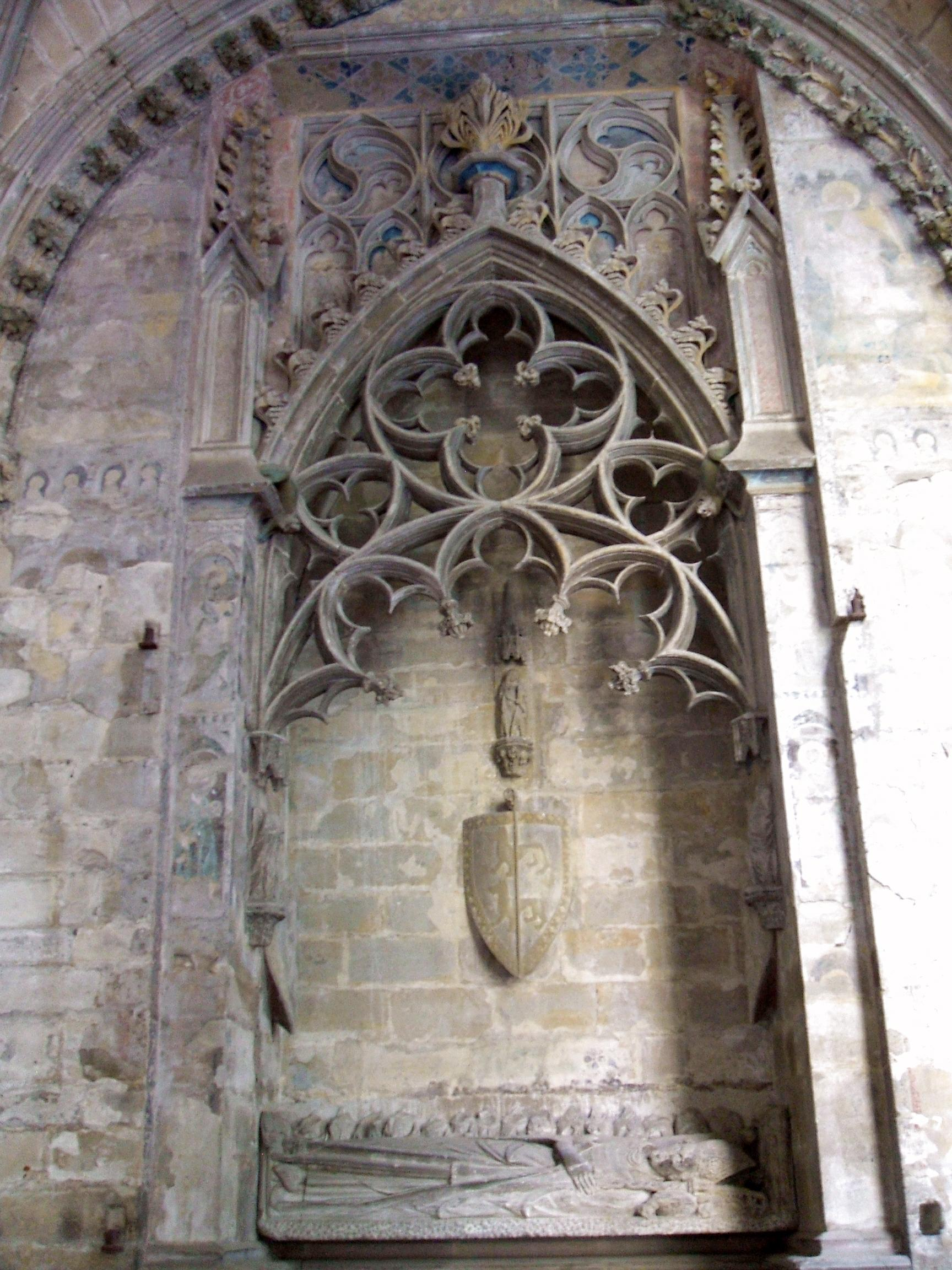
Monumento funerario flamígero en el claustro de la Catedral de Pamplona

El obispo Alonso Alfonso de Cartagena contrató al alemán Juan de Colonia para la construcción de la catedral de Burgos (siglo XV), introduciendo el arte gótico flamígero en Castilla, que continuará su hijo Simón. Las imponentes agujas de esta fachada son su mejor exponente
- Capilla de Santiago en la catedral de Toledo (España)
- Escalera del claustro del Monasterio de San Jerónimo de Cotalba, en Alfauir, Valencia (España).
- Capilla de los Vélez en la catedral de Murcia (España)
- Catedral de San Salvador de Oviedo
- Catedral de Sevilla
- Torre sur o del reloj de la Catedral de León

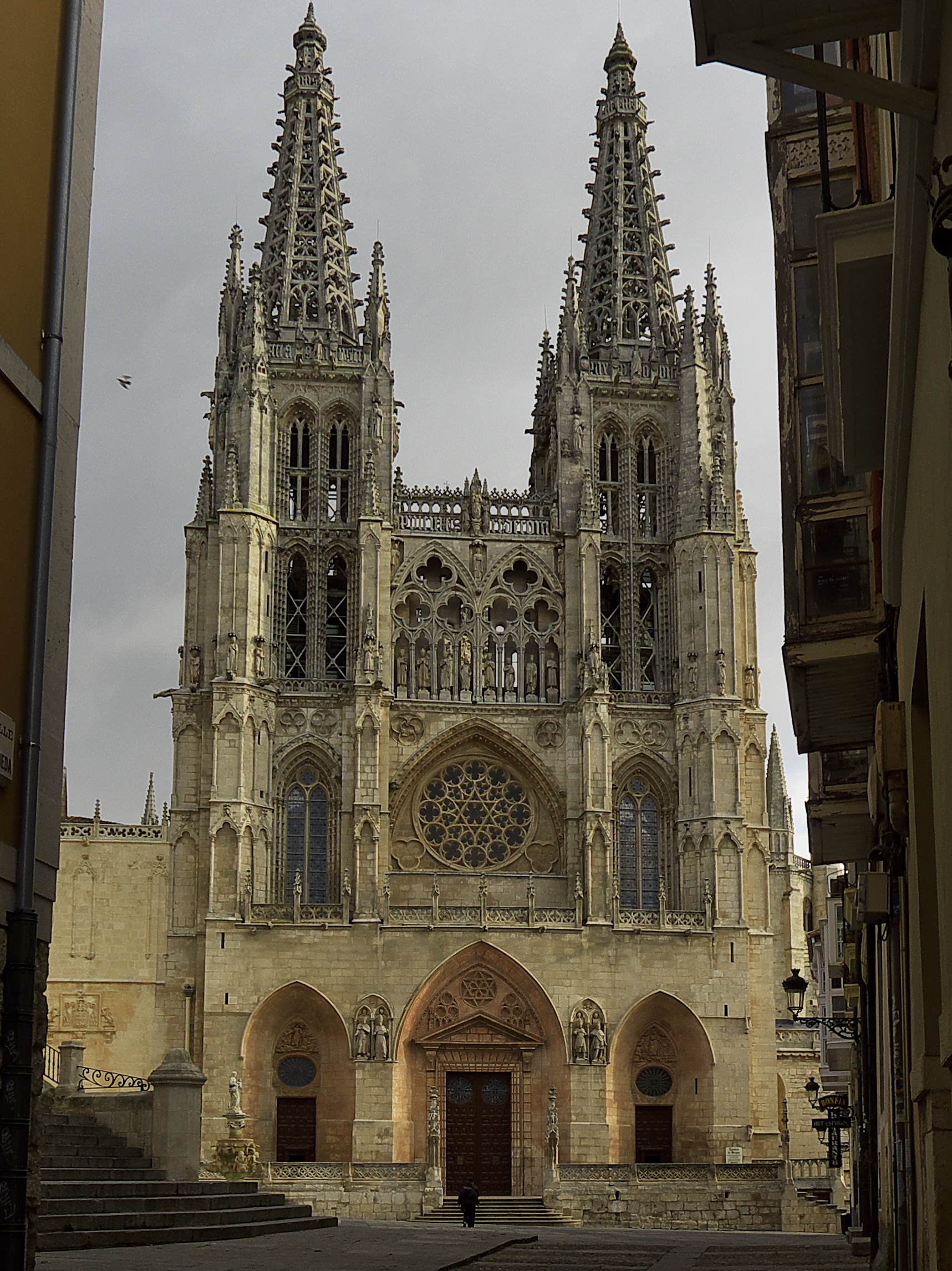
Fachada occidental de la catedral de Burgos
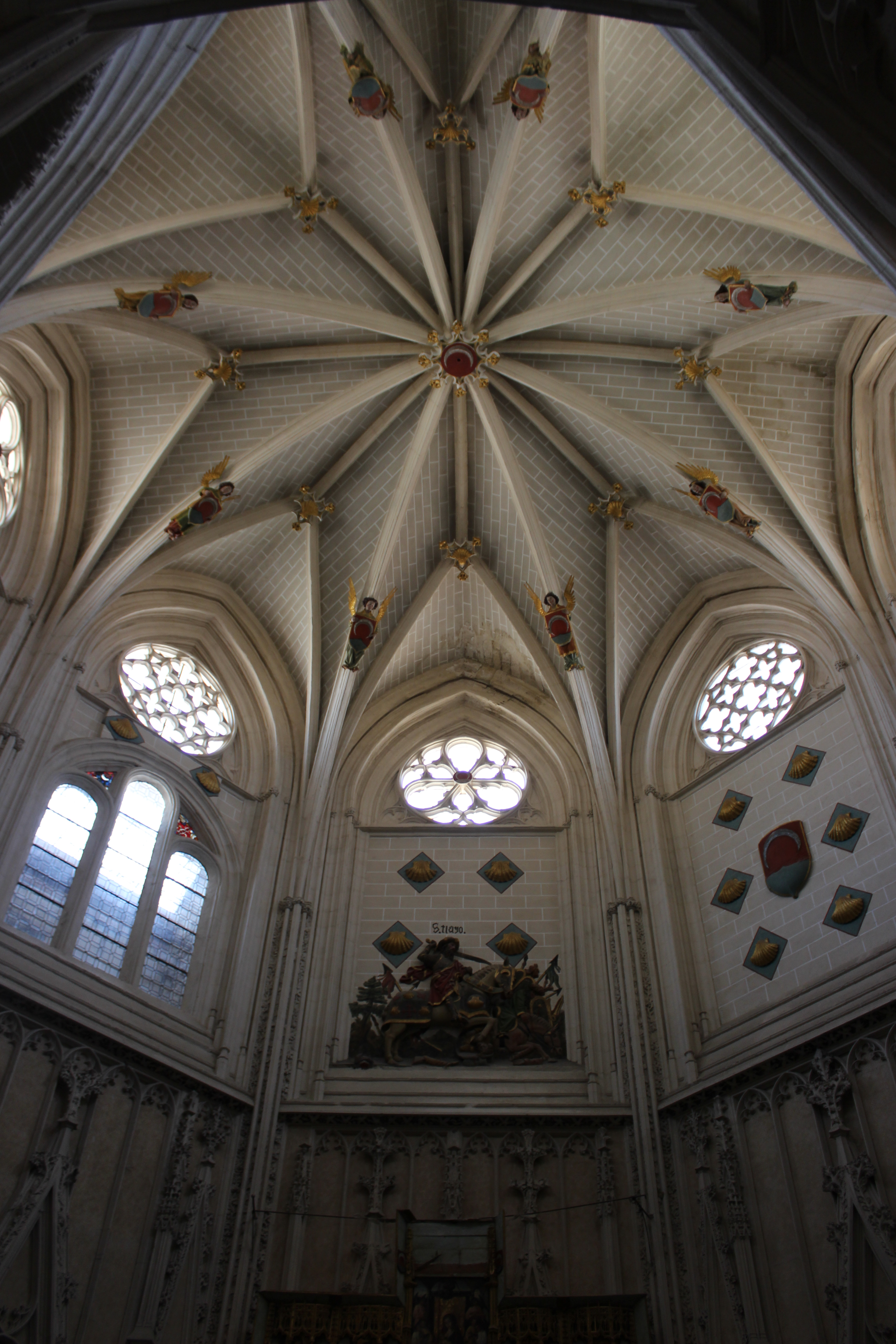
Capilla de Santiago, catedral de Toledo
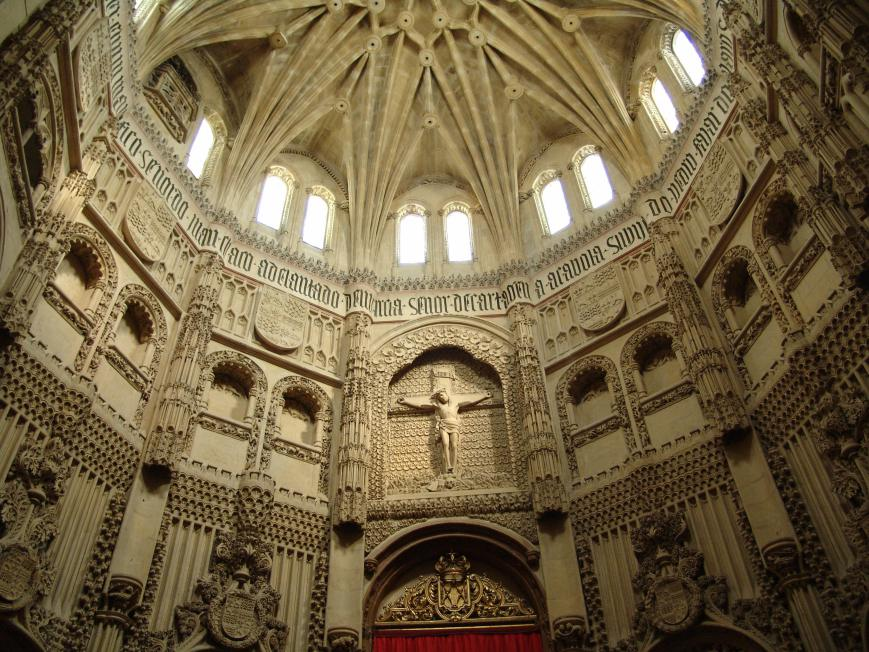
Capilla de los Vélez en la catedral de Murcia
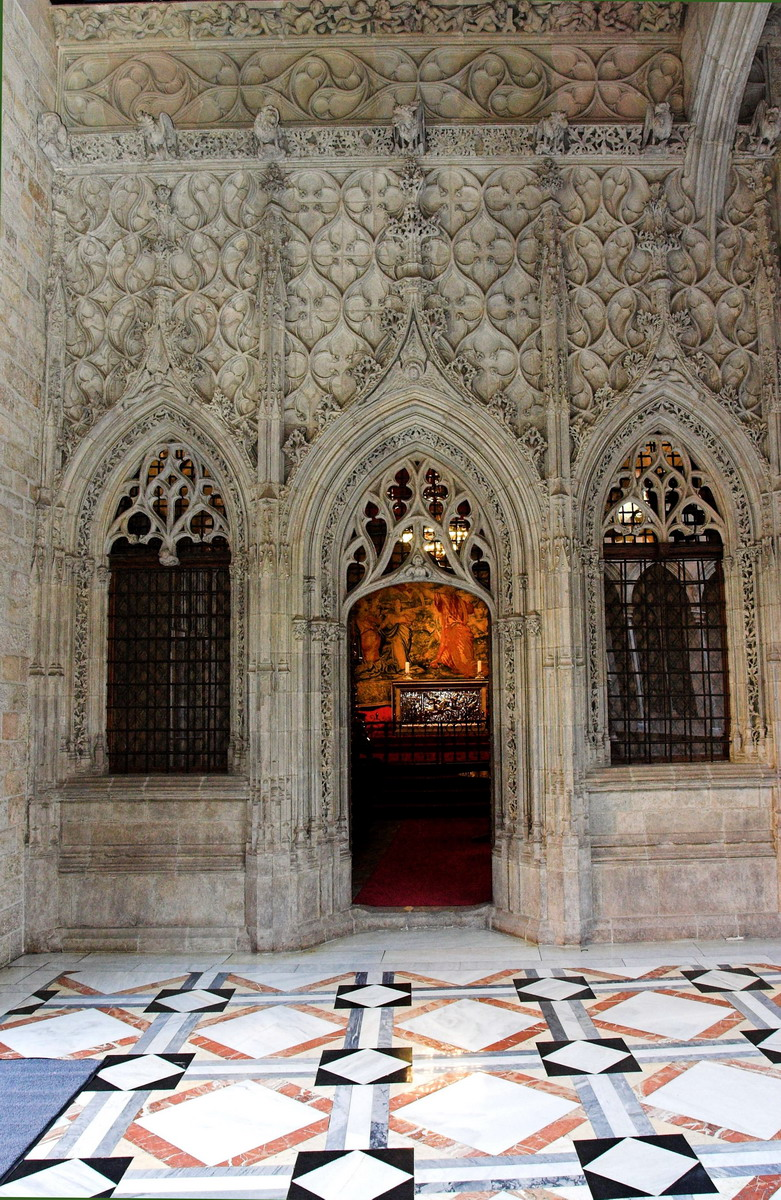
Fachada de la capilla de Sant Jordi, en el palacio de la Generalidad de Cataluña, obra de Marc Safont (1434)
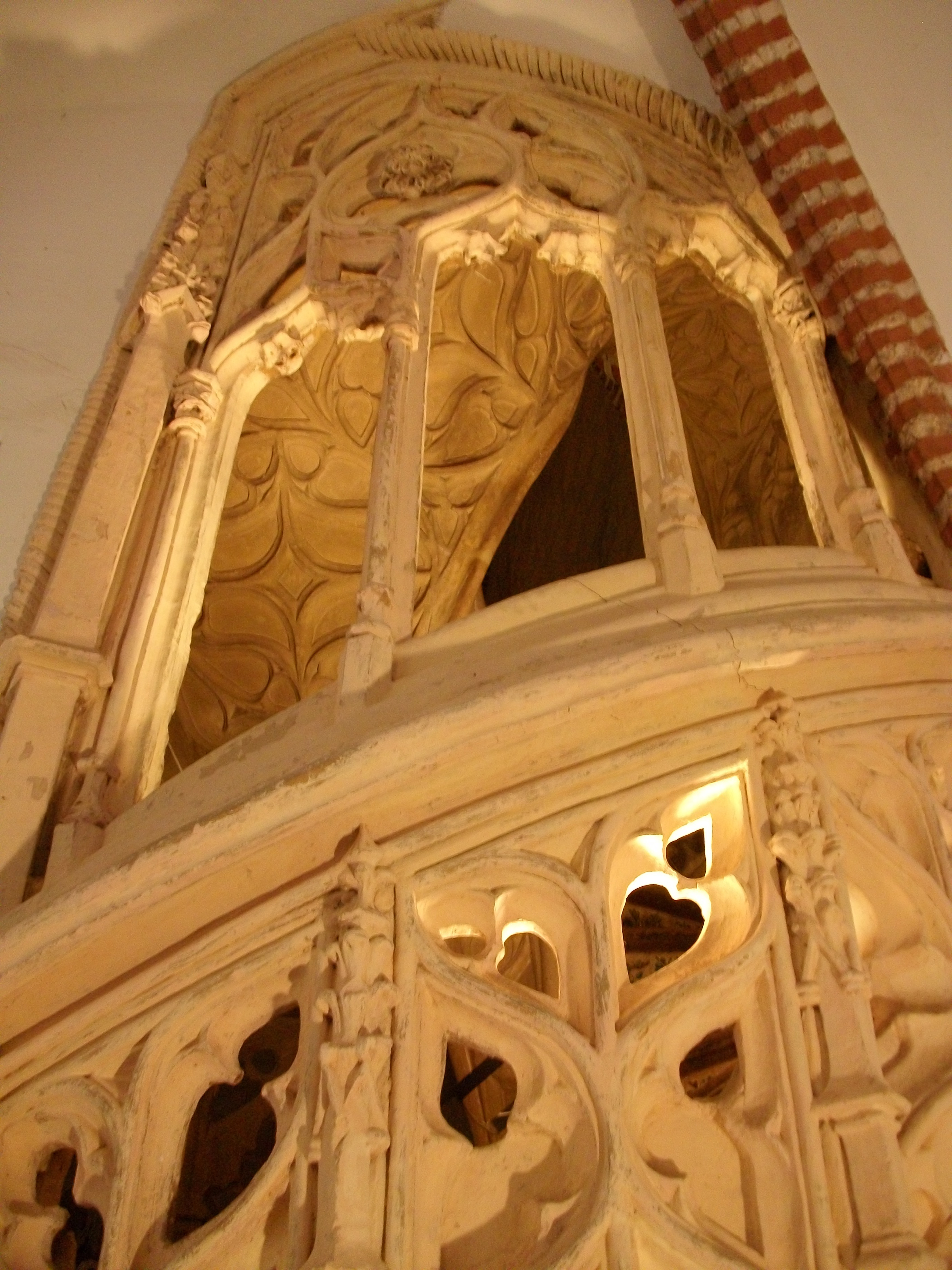
Escalera del monasterio de San Jerónimo de Cotalba

### Arquitectura gótica flamígera en el resto de Europa

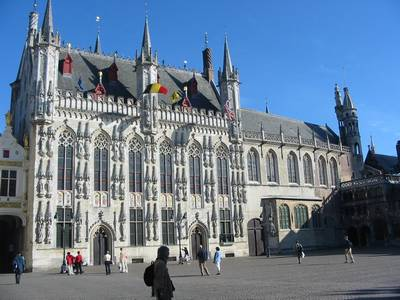
Ayuntamiento de Brujas.

- St. Lorenz, Núremberg (techos de la nave en particular), Alemania
- Catedral de Milán, un edificio italiano relativamente raro  en el estilo, que se adopta de forma muy completa aquí
- Vladislav Hall in Prague Castle (bóvedas),  República Checa
- Monasterio de Batalha, Portugal
- Ayuntamiento de Brujas